# Encore (canção)
"Encore'" é uma canção do rapper norte-americano Jay-Z, presente em seu oitavo álbum de estúdio, The Black Album. Possui vocais convidados de John Legend, Don Crawley, GLC e Kanye West. A canção foi lançada pela Roc-A-Fella Records e produzida por West para a Konman Productions.
"Encore" recebeu muita popularidade em 2004 quando foi mixado com o single "Numb", da banda Linkin Park, no álbum Collision Course como "Numb/Encore", que ganhou um Grammy Award na categoria de "Melhor Colaboração de Rap/Cantado"

## Antecedentes e contexto
The Black Album foi apontado por Jay-Z como o seu último álbum antes de se aposentar do rap. Ele citou a percepção da falta de competição como razão para sua aposentadoria, afirmando que "O jogo não é bom. Eu adoro quando alguém faz um álbum quente e então você tem que fazer um álbum quente também. Eu amo isso. Mas não está quente." Muitos críticos duvidaram da longevidade da aposentadoria de Jay-Z, e Ryan Schrieber, da Pitchfork, especulou que as declarações de aposentadoria poderiam constituir "um elaborado golpe publicitário". Liricamente, "Encore" trata desses temas e aborda rumores de uma carreira pós-aposentadoria. O crítico Rob Mitchum escreveu sobre a canção que "é um pouco difícil aceitar as afirmações de Jay sobre a aposentadoria pelo valor de sua face... ("Encore") faz referência a 'quando eu voltar como Jordan vestindo o 45'"
A canção foi lançada pela primeira vez como a quarta faixa do The Black Album de Jay-Z. Ela ganhou popularidade quando foi mixada com a canção "Numb" da banda Linkin Park, como "Numb/Encore". A faixa subsequente ganhou o prêmio de "Melhor Colaboração de Rap/Cantado" no Grammy Awards de 2006.
"Encore" também foi lançado como lado B em um disco de vinil de 12 polegadas com "Dirt off Your Shoulder". O vinil inclui a versão em LP, radio edit e versão instrumental de ambas as canções.

## Recepção
Al Shipley da Complex escreveu que "Encore" "é talvez o corte definitivo do Black Album", enquanto o crítico Dimas Sanfiorenzo chamou a faixa de "provavelmente uma das canções mais felizes da carreira de Hov".